# Hoplocallis microsiphon
Hoplocallis microsiphon är en insektsart som först beskrevs av Quednau och Barbagallo 1991.  Hoplocallis microsiphon ingår i släktet Hoplocallis och familjen långrörsbladlöss. Inga underarter finns listade i Catalogue of Life.